# Blokhaus
Blokhaus (nemško Blockhaus – brunarica) je ljudsko ime za lesene montažne bivalne hiše, ki so jih v času druge svetovne vojne postavljali na območju Spodnjega Posavja.
Glede na večje število narejenih in postavljenih enakih hiš, lahko govorimo o prvih serijsko izdelanih montažnih hišah na našem področju. Te hiše so na Krškem polju in njegovem obrobju postavljali Nemci, v njih pa so naseljevali Kočevarje. Ti so se naseljevali v izpraznjene slovenske domove in v blokhause. V letih 1941 in 1942 so fašisti na osnovi sporazuma med Hitlerjem in Mussolinijem preselili Kočevarje na omenjeno področje, ki je bilo zasedeno s strani nemškega Wehrmachta, in iz katerega so nemške oblasti nasilno izgnale približno 20.000 Slovencev v Nemčijo in v Srbijo.